# Blaž Kavčič
Blaž Kavčič (Lubiana, 5 marzo 1987) è un ex tennista sloveno. È stato attivo soprattutto nell'ATP Challenger Tour, circuito nel quale ha vinto 17 titoli in singolare e tre in doppio. Le sue migliori posizioni nel ranking ATP sono state la 68ª in singolare, raggiunta nell'agosto 2012, e la 178ª in doppio del maggio 2012.
Nel circuito maggiore ha raggiunto una semifinale in doppio ed è arrivato alcune volte nei quarti di finale in singolare. Ha fatto il suo esordio nella squadra slovena di Coppa Davis nel 2006 e il suo ultimo match della carriera l'ha giocato nel settembre 2022 in Coppa Davis, nella quale ha un bilancio di 23 vittorie su 36 incontri disputati tra singolare e doppio.

## Carriera

### Inizi
Proveniente da una famiglia di sportivi dediti soprattutto allo sci alpino (il nonno Ludvig Dornig partecipò ai VII Giochi olimpici invernali di Cortina d'Ampezzo 1956, la madre Bojana Dornig gareggiò in Coppa del Mondo e ai Campionati mondiali), comincia a praticare tennis a quattro anni, incoraggiato dal nonno. A 14 anni vince l'European Masters Tournament a Prato. Nel dicembre 2004 guadagna il primo punto ATP superando il primo turno al torneo Futures Qatar F5 a Doha. Nell'agosto 2005 arriva per la prima volta in semifinale in un Futures al torneo Croatia F4 e verso fine estate dell'anno successivo arrivano i primi titoli nei tornei Futures Croatia F3 ed F6, a cui si aggiunge in dicembre la finale al Tunisia F7. In aprile aveva debuttato nella squadra slovena di Coppa Davis nella sfida contro l'Algeria, vincendo il proprio incontro in singolare. Verso fine anno fa il suo esordio con due sconfitte nel circuito Challenger.

### 2007-2008
Ormai nei primi 400 del ranking ATP, nell'estate 2007 comincia a frequentare abitualmente il circuito Challenger, vince il primo incontro di categoria in settembre e in dicembre raggiunge per la prima volta una semifinale di un Challenger a Burnie in Tasmania. Al turno decisivo delle qualificazioni dello Zagreb Indoors del febbraio 2008 sconfigge Serhij Stachovs'kyj accedendo per la prima volta al tabellone principale di un torneo dell'ATP Tour, ma viene subito eliminato da Roko Karanušić. Al successivo Challenger di Tangeri batte per la prima volta un top 100 eliminando al primo turno il nº 87 ATP Thierry Ascione. In aprile partecipa alla sfida di Coppa Davis valida per il primo turno della Zona Euro-Africana contro Cipro, perde contro Marcos Baghdatis e vince contro Photos Kallias. A maggio si qualifica al tabellone principale dell'International Series ATP Pörtschach, al primo turno del main draw batte Tejmuraz Gabašvili, vincendo il suo primo incontro nel circuito maggiore, prima di venire eliminato da Igor' Kunicyn. Le due semifinali raggiunte in agosto nei Challenger uzbechi di Bukhara e Karshi gli consentono un balzo di 70 posti nel ranking ATP, arrivando in 240ª posizione.

### 2009-2010
Nel gennaio 2009 fa la sua prima esperienza in un torneo del Grande Slam partecipando alle qualificazioni degli Australian Open e viene eliminato al secondo incontro. In maggio raggiunge per la prima volta una finale Challenger a Sanremo e viene sconfitto da Kevin Anderson, la settimana successiva perde nuovamente in finale al Busan Open Challenger. Il primo successo in questa categoria arriverà il 7 giugno 2009 all'Alessandria Challenger battendo in due set in finale Jesse Levine ed entrando per la prima volta nella top 200. Il mese dopo si ripete nel Mamaia Challenger di Costanza sconfiggendo in finale Julian Reister e in luglio perde la finale contro Paolo Lorenzi al Rijeka Open, risultati che lo proiettano alla 135ª posizione del ranking. A luglio si qualifica per il tabellone principale del Croatia Open Umag, ma viene subito eliminato da Nicolás Massú.
Nel gennaio 2010 si qualifica per la prima volta al tabellone principale di un torneo del Grande Slam agli Australian Open ed esce al primo turno per mano di Wayne Odesnik. Alcuni buoni risultati nei tornei successivi lo portano nella top 100 il 22 marzo. In maggio raggiunge per la prima volta i quarti in un torneo ATP a Zagabria. Supera per la prima volta il primo turno in un torneo dello Slam al successivo Roland Garros, approfittando del ritiro di Eduardo Schwank quando Kavčič conduceva 2 set a 1 e 4-0 nel quarto set; nel turno successivo strappa un set al nº 8 del mondo Andy Roddick. All'esordio nel main draw di Wimbledon viene sconfitto al primo turno da Łukasz Kubot. Ad agosto si aggiudica il Karshi Challenger e in settembre il Rijeka Open e il Ljubljana Open, chiudendo l'anno a ridosso dei primi 100.

### 2011
Comincia la stagione disputando il Chennai Open, torneo indiano di categoria ATP 250. Al primo turno elimina in due set il numero 45 del mondo Jérémy Chardy, batte poi Robert Kendrick prima di arrendersi al top 10 Tomáš Berdych. Supera quindi le qualificazioni agli Australian Open, al primo turno del tabellone principale elimina il nº 56 ATP Kevin Anderson e al secondo turno rimonta due set e perde al quinto contro il nº 10 del mondo Michail Južnyj. A fine aprile raggiunge i quarti nell'ATP 250 di Belgrado e al primo turno del Roland Garros concede solo 7 giochi al nº 83 ATP Ernests Gulbis. Il 13 giugno arriva alla 72ª posizione della classifica mondiale, nuovo best ranking. All'esordio nel tabellone principale degli US Open strappa un set al nº 31 ATP Ivan Ljubičić. In settembre si aggiudica il Challenger di Banja Luka, battendo in finale il numero uno del tabellone Pere Riba per 6-4, 6-1. Per la prima volta chiude la stagione tra i top 100, in 92ª posizione.

### 2012
I primi risultati di rilievo dell'anno arrivano al Challenger di Florianopolis, dove raggiunge entrambe le finali, in singolare viene sconfitto da Simone Bolelli mentre vince il doppio in coppia con Antonio Veić. In aprile si impone nel Challenger di San Paolo con il successo in finale su Júlio Silva per 6-3 7-5 e in giugno a Fürth superando in finale Serhij Stachovs'kyj. Prende poi parte alle Olimpiadi di Londra, dove supera al primo turno l'indiano Vishnu Vardhan per poi cedere a David Ferrer. In questo periodo raggiunge quello che rimarrà il suo best ranking in carriera al 68º posto mondiale. La seconda parte della stagione gli regala poche soddisfazioni e chiude la stagione tra i top 100 per il secondo anno consecutivo grazie alla semifinale raggiunta in novembre nel Challenger del São Léo Open.

### 2013
A inizio stagione raggiunge per la prima volta il terzo turno di uno Slam agli Australian Open, superando prima il nº 33 ATP Thomaz Bellucci e al secondo turno James Duckworth; viene estromesso dal torneo dal nº 8 del mondo Jo-Wilfried Tsonga. Il mese dopo arriva di nuovo ai quarti nell'ATP 250 di Zagabria. Al secondo turno del Roland Garros perde al quinto set contro il nº 22 ATP Andreas Seppi e al secondo turno dell'ATP 500 di Amburgo strappa un set al padrone di casa e nº 11 del mondo Tommy Haas. L'unico titolo dell'anno arriva il 1º settembre al Challenger di Bangkok da numero uno del tabellone. Gli scarsi risultati di fine stagione lo spingono fuori dalla top 100 e chiude la stagione al 104º posto del ranking.

### 2014
Nella prima parte dell'anno, supera un turno agli Australian Open, agli ATP 250 di Sydney e Marsiglia. Coglie i primi successi stagionali in giugno di nuovo nel circuito Challenger, aggiudicandosi in sequenza prima il titolo a Fergana e subito dopo a Tianjin. A inizio luglio si aggiudica anche il titolo a Portorose; grazie a questi successi torna nella top 100 e raggiunge la 75ª posizione. In agosto disputa per la prima volta in carriera il terzo turno agli US Open superando i due top 50 Donald Young e Jérémy Chardy, ma si ritira prima di affrontare Wawrinka al terzo turno. Rientra in novembre dopo due mesi di sosta e incassa due sconfitte al primo turno, chiudendo l'annata al 105º posto.

### 2015
Inizia la stagione superando le qualificazioni e il primo turno a Doha e viene eliminato al secondo da Tomáš Berdych. Esce al primo turno dell'ATP 250 di Sydney e all'Australian Open. In marzo torna ad alzare un trofeo battendo nella finale del Pingshan Open André Ghem. Il mese dopo perde la finale del Challenger della Batman Cup contro Dudi Sela e subito dopo esce al primo turno nell'ATP 250 di Istanbul dopo aver superato le qualificazioni. Fra i pochi risultati positivi del resto della stagione vi sono il secondo turno raggiunto a Wimbledon e la semifinale al Las Vegas Challenger in ottobre. Quello stesso mese vince il secondo titolo in carriera in doppio in coppia con Grega Žemlja al Sacramento Challenger. Gli scarsi risultati in singolare del 2015 lo costringono a giocare soprattutto nei Challenger e lo portano a fine stagione al 151º posto del ranking.

### 2016
La stagione comincia male con la frattura dell'osso di un piede quando sta per affrontare il torneo di qualificazione agli Australian Open, e il 12 gennaio si sottopone a un'operazione. Rientra nel circuito in giugno e il primo risultato di rilievo è la finale raggiunta in luglio al Winnipeg Challenger, persa contro Gō Soeda. A inizio settembre ritrova Soeda nella finale del Bangkok Challenger IV e si aggiudica il titolo grazie al ritiro del giapponese nel secondo set. Verso fine stagione raggiunge i quarti nei Challenger di Shanghai, Nanchang e Ortisei. Chiude la sfortunata stagione al 217º posto del ranking, dopo essere stato al 452º in luglio.

### 2017
Inizia il 2017 raggiungendo la finale al Challenger di Bangkok e perde in due set da Janko Tipsarević. A fine gennaio arriva in semifinale al Challenger di Rennes e il mese dopo perde la finale del Challenger di Kyoto contro il padrone di casa Yasutaka Uchiyama. Al Challenger di Shenzhen in marzo perde la finale contro l'altro giapponese Yūichi Sugita. Ottiene alcuni discreti risultati nei Challenger successivi e rientra nella top 100, dove mancava dal giugno 2015, vincendo quello di Winnipeg in luglio superando in finale il padrone di casa Peter Polansky. A fine mese, sempre in Canada e contro Polansky nella finale, vince il Challenger de Granby. Verso fine anno raggiunge due semifinali nei Challenger cinesi di Shuzhou e Shenzhen 2. Per la prima volta dal 2012 finisce la stagione nella top 100, in 97ª posizione.

### 2018
Sconfitto al primo turno dell'Australian Open,  Kavčič torna a vincere un incontro nel main draw di un torneo del circuito maggiore al Sofia Open sconfiggendo Laslo Djere, per uscire al secondo turno; l'ultima vittoria risaliva al luglio del 2017. Perde al primo turno a New York e Marsiglia, tornei ai quali partecipa per diritto di classifica. Supera invece le qualificazioni al torneo di Dubai, e viene eliminato ancora al primo turno. Le sconfitte al primo turno continuano ad arrivare in due Challenger cinesi, a Houston e al Roland Garros. Interrompe la serie negativa verso fine giugno ad Antalya, superando le qualificazioni e battendo al primo turno Marcos Baghdatis. Osserva quindi una pausa di oltre due mesi e al rientro in settembre si ritrova al 292º posto del ranking. Si riscatta nel finale di stagione vincendo il titolo allo Shanghai Challenger, battendo in finale Hiroki Moriya, e raggiungendo una semifinale e una finale in altri due Challenger cinesi, che gli consentono di chiudere la stagione alla 206ª posizione ATP.

### 2019-2020
Salta la prima metà del 2019 a causa di un infortunio al ginocchio e rientra a fine giugno fermandosi al secondo turno di qualificazione a Wimbledon. Ottiene gli unici risultati significativi di fine stagione nei tornei Challenger raggiungendo i quarti a Maiorca e le semifinali a Istanbul e allo Champaign-Urbana Challenger. Finisce l'annata al 345º posto del ranking. Inizia discretamente il 2020 arrivando ai quarti nel Challenger di Numea, miglior risultato della prima parte della stagione. Dopo lo stop osservato dal tennis mondiale per la pandemia di COVID-19, l'unico risultato di rilievo è la finale raggiunta in ottobre al Biella Challenger, nella quale è costretto a ritirarsi sul punteggio di 7-6, 4-6 a causa di uno stiramento muscolare.

### 2021-2022
Inizia la stagione 2021 con l'eliminazione nelle qualificazioni dell'ATP 250 di Adalia. Nei successivi Challenger di gennaio e febbraio non supera mai il secondo turno. In marzo raggiunge la semifinale a Las Palmas in singolare e in coppia con Blaž Rola vince il torneo di doppio a Zara. Due settimane più tardi perde contro lo stesso Rola la finale a Spalato, portandosi a ridosso della top 200. Nel periodo successivo non supera mai il secondo turno nei Challenger né alle qualificazioni dei tre ultimi Slam stagionali e si infortuna al primo turno di qualificazione agli US Open, che sarà il suo ultimo incontro della stagione. Nel luglio 2022 torna alle gare dopo più di 10 mesi, gioca due tornei di doppio nel circuito ITF e vince un solo incontro. Annuncia il ritiro dall'agonismo prima del suo ultimo match in carriera, dove si impone in doppio in Coppa Davis nella sfida vinta 4-0 contro l'Estonia nel settembre 2022.

## Statistiche
Aggiornate a fine carriera..

### Tornei Challenger

#### Singolare

##### Titoli (17)
| N.  | Data              | Torneo                              | Superficie    | Avversario in finale  | Punteggio      |
| 1.  | 31 maggio 2009    | Alessandria Challenger, Alessandria | Terra battuta | Jesse Levine          | 7-5, 6-3       |
| 2.  | 28 giugno 2009    | Mamaia Challenger, Costanza         | Terra battuta | Julian Reister        | 3-6, 6-3, 6-4  |
| 3.  | 21 agosto 2010    | Karshi Challenger, Karshi           | Terra battuta | Michael Venus         | 7-66, 7-65     |
| 4.  | 5 settembre 2010  | Rijeka Open, Fiume                  | Terra battuta | Rubén Ramírez Hidalgo | 6-4, 3-6, 7-65 |
| 5.  | 26 settembre 2010 | Ljubljana Open, Lubiana             | Terra battuta | David Goffin          | 6-2, 4-6, 7-5  |
| 6.  | 12 settembre 2011 | Banja Luka Challenger, Banja Luka   | Terra battuta | Pere Riba             | 6-4, 6-1       |
| 7.  | 8 aprile 2012     | IS Open de Tenis, San Paolo         | Terra battuta | Júlio Silva           | 6-3, 7-5       |
| 8.  | 10 giugno 2012    | Franken Challenge, Fürth            | Terra battuta | Serhij Stachovs'kyj   | 6-3, 2-6, 6-2  |
| 9.  | 26 agosto 2013    | Bangkok Challenger, Bangkok         | Cemento       | Suk-Young Jeong       | 6-3, 6-1       |
| 10. | 9 giugno 2014     | Fergana Challenger, Fergana         | Cemento       | Aleksandr Kudrjavcev  | 6-4, 7-68      |
| 11. | 16 giugno 2014    | Tianjin Open, Tientsin              | Cemento       | Aleksandr Kudrjavcev  | 6-2, 3-6, 7-5  |
| 12. | 7 luglio 2014     | Slovenia Open Challenger, Portorose | Terra battuta | Gilles Müller         | 7-5, 6-74, 6-1 |
| 13. | 21 marzo 2015     | Pingshan Open, Shenzhen             | Cemento       | André Ghem            | 7-5, 6-4       |
| 14. | 4 settembre 2016  | Bangkok Challenger IV, Bangkok      | Cemento       | Gō Soeda              | 6-0, 1-0 rit   |
| 15. | 16 luglio 2017    | Winnipeg Challenger, Winnipeg       | Cemento       | Peter Polansky        | 7-5, 3-6, 7-5  |
| 16. | 24 luglio 2017    | Challenger de Granby, Granby        | Cemento       | Peter Polansky        | 6-3, 2-6, 7-5  |
| 17. | 16 settembre 2018 | Shanghai Challenger, Shanghai       | Cemento       | Hiroki Moriya         | 6-1, 7-61      |

#### Doppio

##### Titoli (3)
| N. | Data            | Torneo                                 | Superficie  | Compagno     | Avversari in finale           | Punteggio        |
| 1. | 4 marzo 2012    | Aberto de Florianópolis, Florianópolis | Terra rossa | Antonio Veić | Javier Martí Leonardo Tavares | 6-3, 6-3         |
| 2. | 11 ottobre 2015 | Natomas Challenger, Sacramento         | Cemento     | Grega Žemlja | Daniel Brands Dustin Brown    | 6-1, 3-6, [10-3] |
| 3. | 27 marzo 2021   | Zadar Challenger, Zara                 | Terra rossa | Blaž Rola    | Lukáš Klein Alex Molčan       | 2-6, 6-2, [10-3] |